# ناثانيل شابمان
ناثانيل شابمان (بالإنجليزية: Nathaniel Chapman)‏ هو طبيب أمريكي، ولد في 28 مايو 1780 في مقاطعة فيرفاكس في الولايات المتحدة، وتوفي في 1 يوليو 1853.